# Dánové (kmen)
Dánové byli starověký germánský kmen sídlící v jižním Švédsku a na dánských ostrovech. Tacitus se o nich nezmiňuje, ani ve své práci, kde popisuje kmeny zvané Gothones (Gótové nebo Gétové, či Švédové). Zdá se, že se o nich zmínil Jordanes (Dani) a také Prokopios. Název Dánové pochází z historického kořene Dane. Jordanes zastává názor, že šlo o ten samý kmen, jako Švédové (Suetidi), který vyhnal Heruly a zabral jejich zem. Pokud Tacitus Dány jednoduše „přehlédl“ a pokud jsou Jordanesovy informace správné, je možné, že Dánové jsou jedna odnož Švédů, která se od nich oddělila ve 2. nebo 3. století.

## Galerie

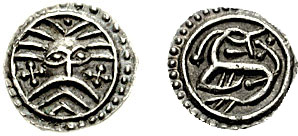
Stříbrné mince z Ribe (roku 710 až 720), nalevo severský bůh Ódin s křesťanskými? kříži
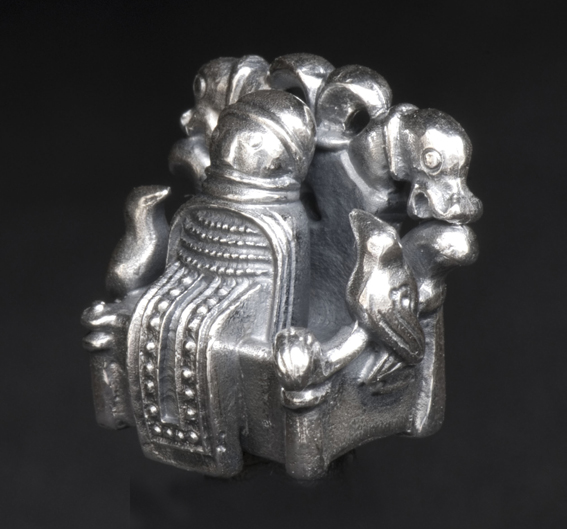
Ódin z Lejre – vzácná raně středověká soška postavy sedící na trůnu s dvěma havrany, Roskildské museum, Dánsko
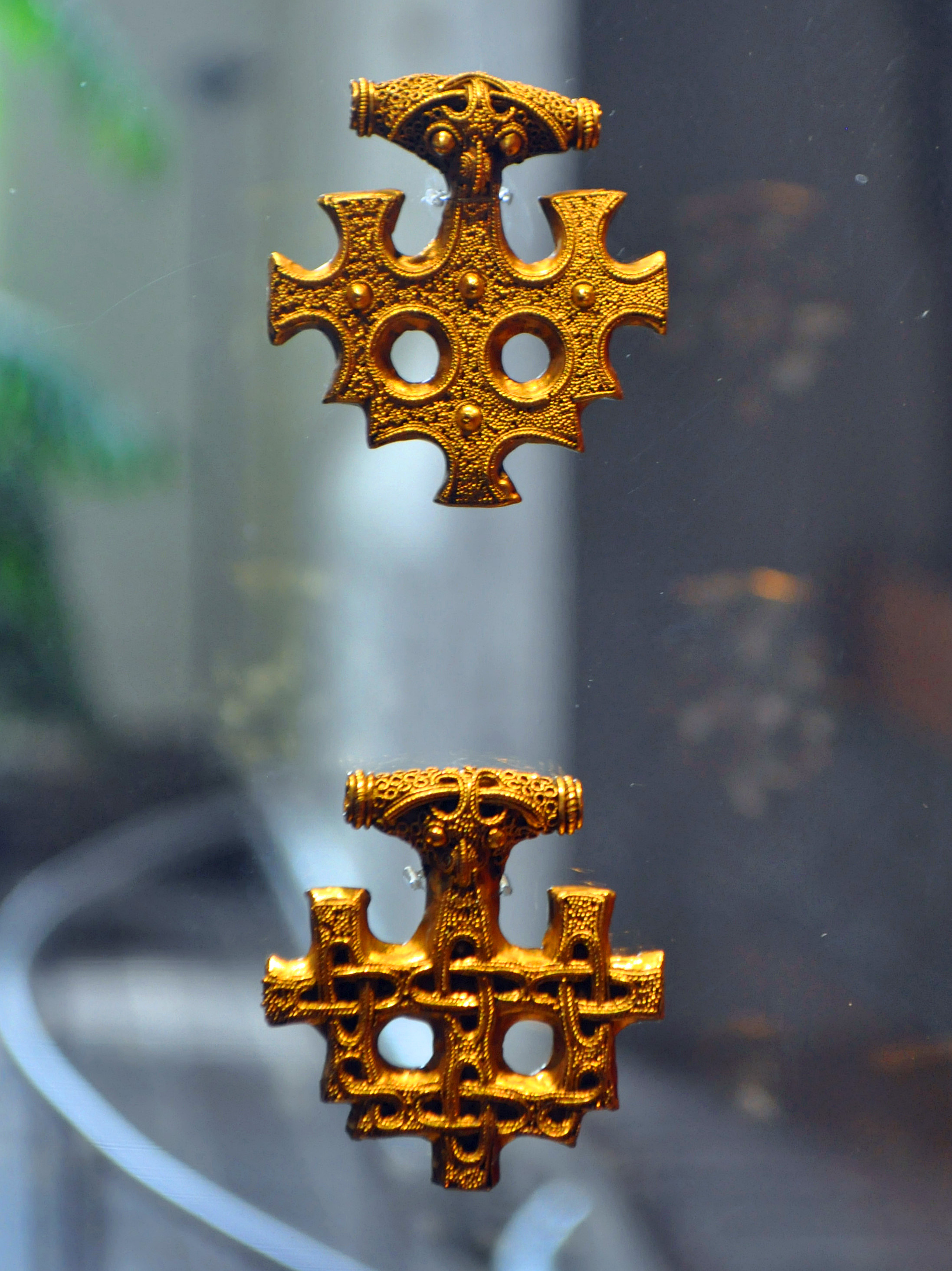
část pokladu z Hiddensee, na snímku vzácná Thórova kladívka ze zlata kombinovaná s křesťanskými? křížky, období 10. století